# Hans-Peter Makan
Hans-Peter Makan (* 1. Januar 1960 in Weinheim) ist ein ehemaliger deutscher Fußballspieler. Mit dem VfB Stuttgart gewann der Libero den deutschen Meistertitel.

## Sportlicher Werdegang
Makan spielte zunächst für den FV 09 Weinheim. Beim Gründungsmitglied der Oberliga Baden-Württemberg war der damalige Teenager in der Debütsaison der Liga 1978/79 in 37 der 38 Saisonspielen am Ball und gehörte auch in den folgenden Spielzeiten über weite Strecken zu den Stammspielern. 1981 lotste ihn Trainer Rudi Dielmann, selbst einst als Außenläufern beim FV 09 Weinheim aktiv, zum Ligakonkurrenten SV Sandhausen. Dort spielte er an der Seite von Rüdiger Menges, Bernd Dobiasch, Erwin Rupp, Karl-Heinz Walter und Roland Vogel und empfahl sich für höherklassige Aufgaben.
Der Libero wechselte 1982 zum VfB Stuttgart, bei dem der Nachwuchsspieler sich schnell unter Trainer Helmut Benthaus in der Mannschaft etablierte. In der Saison 1983/84 lief er in 24 Meisterschaftsspielen für die Schwaben auf und gewann an der Seite von Spielern wie Hermann Ohlicher, Helmut Roleder, den Förster-Brüdern Bernd und Karlheinz, Ásgeir Sigurvinsson, Karl Allgöwer und Guido Buchwald
den Deutschen Meistertitel. Makan galt als großes Talent und wurde sogar als Nachfolger von Franz Beckenbauer gehandelt, wurde jedoch immer wieder durch Verletzungen zurückgeworfen. 1986 beendete er als Sportinvalide seine Profikarriere wegen einer Leistenverletzung.
Makan schloss sich dem von Dielmann trainierten deutschen Meister von 1949 VfR Mannheim in der Oberliga Baden-Württemberg an, mit dem er in der Spielzeit 1986/87 als Tabellendritter den Aufstieg in die 2. Bundesliga knapp verpasste. Bis 1989 lief er im Klub unter den Trainern Bernd Dobiasch, Slobodan Jovanić, Peter Ziegler und Anton Rudinski auf, bedingt auch durch diese Wechsel auf dem Trainerposten rutschte der Klub ins Mittelfeld der Tabelle ab. Anschließend kehrte er zum FV Weinheim zurück, dort sorgte er mit der Mannschaft insbesondere im DFB-Pokal 1990/91 für Furore. In der ersten Runde schlug die Amateurmannschaft den Rekordmeister FC Bayern München mit 1:0.
Nach dem Abstieg in die Viertklassigkeit 1992 wechselte Makan zum Verbandsligisten Amicitia Viernheim, den er nach nur einer Spielzeit in Richtung Karlsruher SC verließ. Für die Amateurmannschaft des Bundesligisten bestritt er zu Saisonbeginn zwei Spiele in der Oberliga Baden-Württemberg. Anschließend wechselte er innerhalb Karlsruhes zum ASV Durlach.
Später kehrte Makan nach Mannheim zurück, wo er eine Toto-Lotto-Annahmestelle betrieb.